# Kim Hyok-ju
Kim Hyok-ju (* 16. April 1994) ist ein nordkoreanischer Eishockeyspieler.

## Karriere
Kim Hyok-ju trat international erstmals bei der U20-Weltmeisterschaft 2011 in Erscheinung, als für Nordkorea in der Division III auf dem Eis stand und mit seiner Mannschaft hinter Mexiko und Serbien Rang drei unter sieben Teams belegte.
Mit der Herren-Nationalmannschaft nahm er an den Weltmeisterschaften der Division III 2013 und 2014, als er zweitbester Torschütze nach dem Bulgaren Iwan Chodulow und drittbester Scorer nach Chodulow und dessen Landsmann Alexej Jotow war, teil. Bei beiden Turnieren verpassten die Nordkoreaner als Zweiter (2013 hinter Südafrika und 2014 hinter Bulgarien) nur jeweils um einen Platz den Aufstieg in die Division II. Auch 2015 spielte er mit den Ostasiaten wieder in der untersten Spielklasse der Weltmeisterschaften. Diesmal gelang durch einen 4:3-Erfolg nach Verlängerung im entscheidenden Spiel gegen Gastgeber Türkei der Sprung in die Division II. Dort spielte er mit seinem Team dann bei den Weltmeisterschaften 2016, 2017, 2018 und 2019.
Auf Vereinsebene spielt Kim für Pyongchol in der nordkoreanischen Eishockeyliga und wurde mit seiner Mannschaft 2014 nordkoreanischer Landesmeister.

## Erfolge und Auszeichnungen
- 2014 Nordkoreanischer Meister mit Pyongchol
- 2015 Aufstieg in die Division II, Gruppe B, bei der Weltmeisterschaft der Division III